# 查尔斯·都利特·沃尔科特
查尔斯·都利特·沃尔科特（英語：Charles Doolittle Walcott，1850年3月31日—1927年2月9日）是一位美国地质学家和古生物学家，1894年至1907年任美國地質調查局局长，1907年至1917年任史密森尼学会会长，1917年–1923年任美国国家科学院主席，1901年任美国地质学会会长，1918年获沃拉斯顿奖章，1921年获玛丽·克拉克·汤普森奖章。

## 美国国家航空咨询委员会
1914年，沃尔科特在华盛顿特区召开了一次会议，目的是激发人们对航空科学的兴趣。这次会议导致了一项国会法案，建立一个航空咨询委员会（后来被命名为国家航空咨询委员会），为了监督和指导对飞行问题的科学研究，以期切实解决。委员会由12名成员组成，陆军和海军各两名，史密森尼学会、国家气象局和国家标准局各一名代表。另外五名成员挑选条件符合“他们应熟悉航空科学的需求，无论是民用还是军用，或熟练掌握航空工程或其相关科学。”委员会1915年成立，由陆军首席信号官乔治·P·斯克里文准将担任委员会主席，沃尔科特当选为执行委员会主席。1920–1927年，沃尔科特当选为委员会主席。